# Dipartimento di San Miguel (Corrientes)
San Miguel è un dipartimento argentino, situato nella parte settentrionale della provincia di Corrientes, con capoluogo San Miguel.
Esso confina con i dipartimenti di Concepción, General Paz e Ituzaingó, e al nord con la repubblica del Paraguay.
Secondo il censimento del 2001, su un territorio di 2.863 km², la popolazione ammontava a 10.252 abitanti, con un aumento demografico dell'11,81% rispetto al censimento del 1991.
Il dipartimento comprende 2 comuni: San Miguel e Loreto.